# ستاد

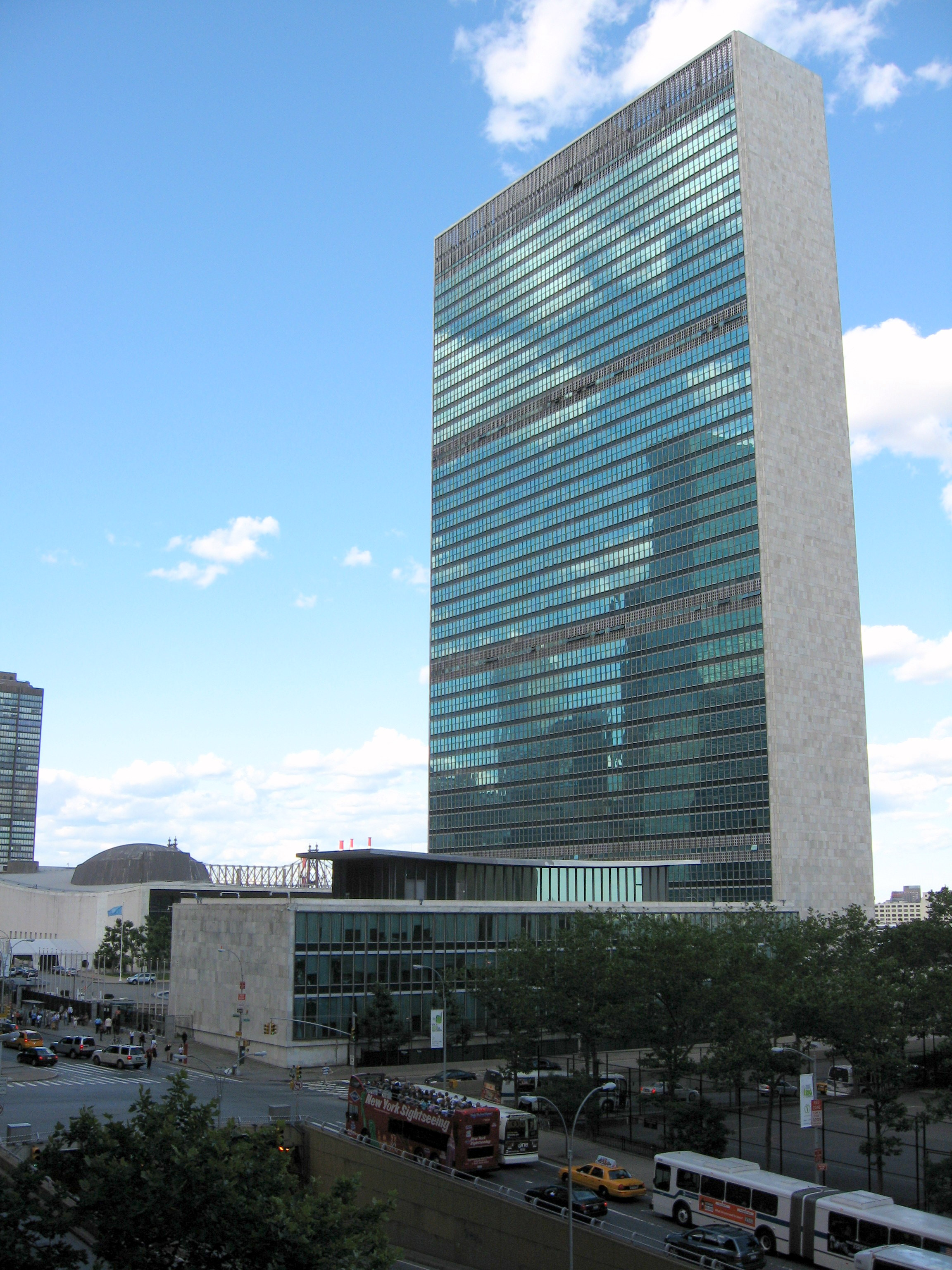
دفتر مرکزی سازمان ملل متحد در شهر نیویورک

ستاد، دفتر مرکزی، مقر، مرکز فرماندهی، مرکز یا ادارهٔ کل (به انگلیسی: Headquarters) (به‌صورت مختصر HQ)، جایی است که همه یا بیشتر بخش‌ها و توابع یک نهاد گرد هم می‌آیند.
ستاد یک واحد است در رأس یک شرکت که همهٔ مسئولیت‌ها به دوش آن است و تمام فعالیت‌های مدیریتی را می‌گرداند.